# Ellikon an der Thur
Ellikon ist eine politische Gemeinde im Bezirk Winterthur des Kantons Zürich in der Schweiz.

## Wappen
Blasonierung:
In Silber ein blauer Schrägbalken, belegt mit drei goldenen Halbmonden
Als Gemeindewappen wurde das Familienwappen der Herren von Goldenberg auf Schloss Mörsburg übernommen. Diese besassen von 1368 bis zu ihrem Aussterben die Gerichtsbarkeit.

## Geographie
Ellikon liegt in der Thur-Ebene, 10 km nordöstlich von Winterthur. Von der Gemeindefläche dienen 66,2 % der Landwirtschaft, 19,5 % ist mit Wald bedeckt, 5,2 % sind Verkehrsfläche und 8,7 % Siedlungsfläche, 0,2 % sind Gewässer und ebenfalls 0,2 % unproduktive Fläche (Stand 2018).
Die Gemeinde Ellikon an der Thur grenzt im Norden an Uesslingen-Buch, im Osten an Frauenfeld, im Südosten an Gachnang, im Südwesten an Wiesendangen, im Westen an Rickenbach und im Nordwesten an Altikon.

Ellikon an der Thur, historisches Luftbild von 1923, aufgenommen aus 400 Metern Höhe von Walter Mittelholzer

## Bevölkerung
| Jahr | Einwohner |
| ---- | --------- |
| 1634 | 321       |
| 1709 | 300       |
| 1850 | 441       |
| 1900 | 358       |
| 1950 | 437       |
| 2000 | 699       |
| 2005 | 740       |
| 2010 | 783       |
| 2015 | 761       |
| 2020 | 838       |
| 2022 | 921       |

## Politik
Gemeindepräsident ist seit dem 27. März 2022 Beat Klein (parteilos, Stand 2023).
Bei den Nationalratswahlen 2023 betrugen die Wähleranteile in Ellikon an der Thur: SVP 42,04 % (−4,51), glp 12,13 % (−1,84), SP 11,55 % (+2,69), FDP 9,14 % (+3,41), Mitte 9,02 % (+3,30), Grüne 6,12 % (−2,45), EVP 2,81 % (−1,57), EDU 2,45 (−1,69).

## Persönlichkeiten
- Rudolf Kägi (1882–1959), unterrichtete 25 Jahre als Lehrer in Ellikon und war Heimatforscher und Schriftsteller in Zürichdeutsch

## Galerie

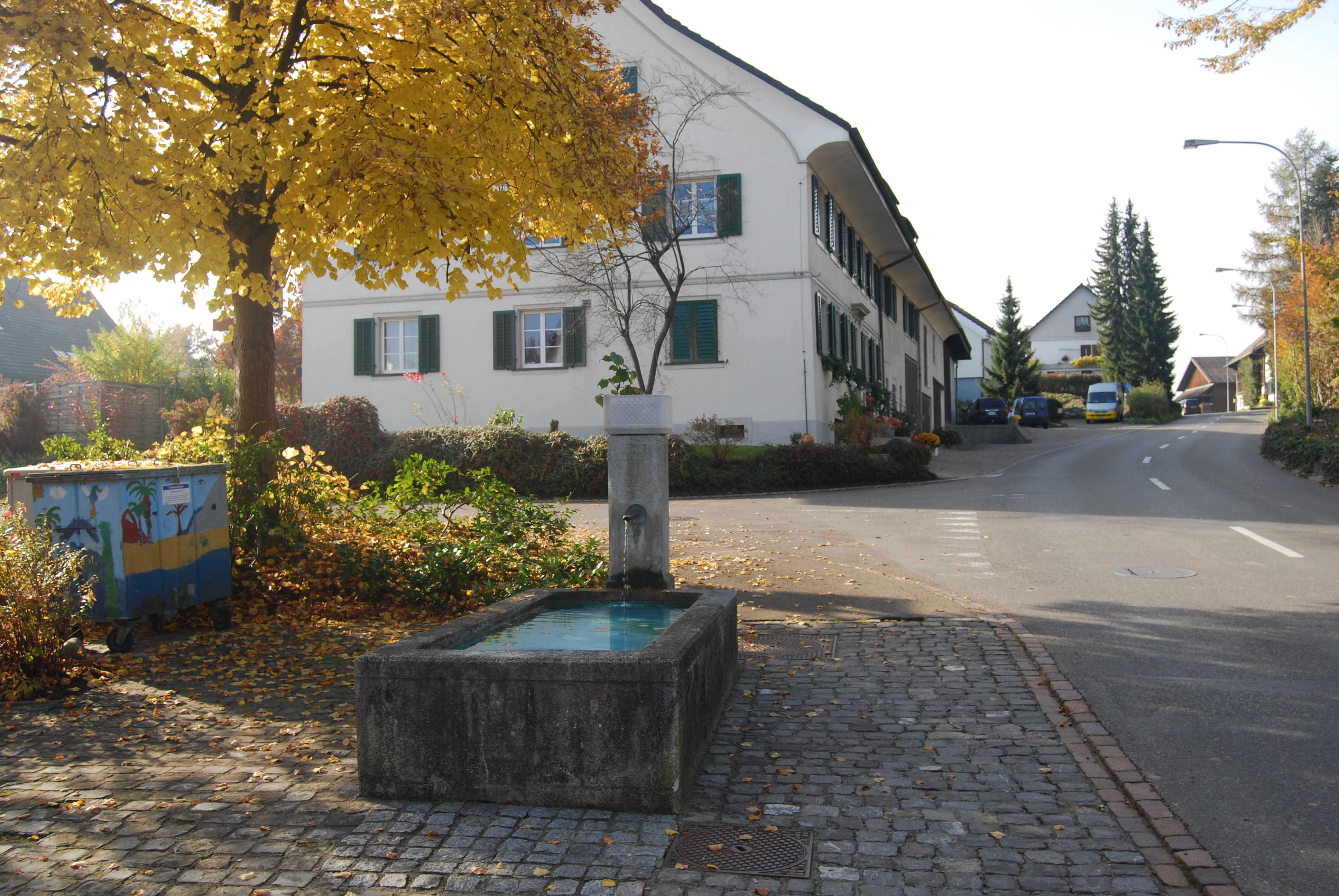
Dorfbrunnen
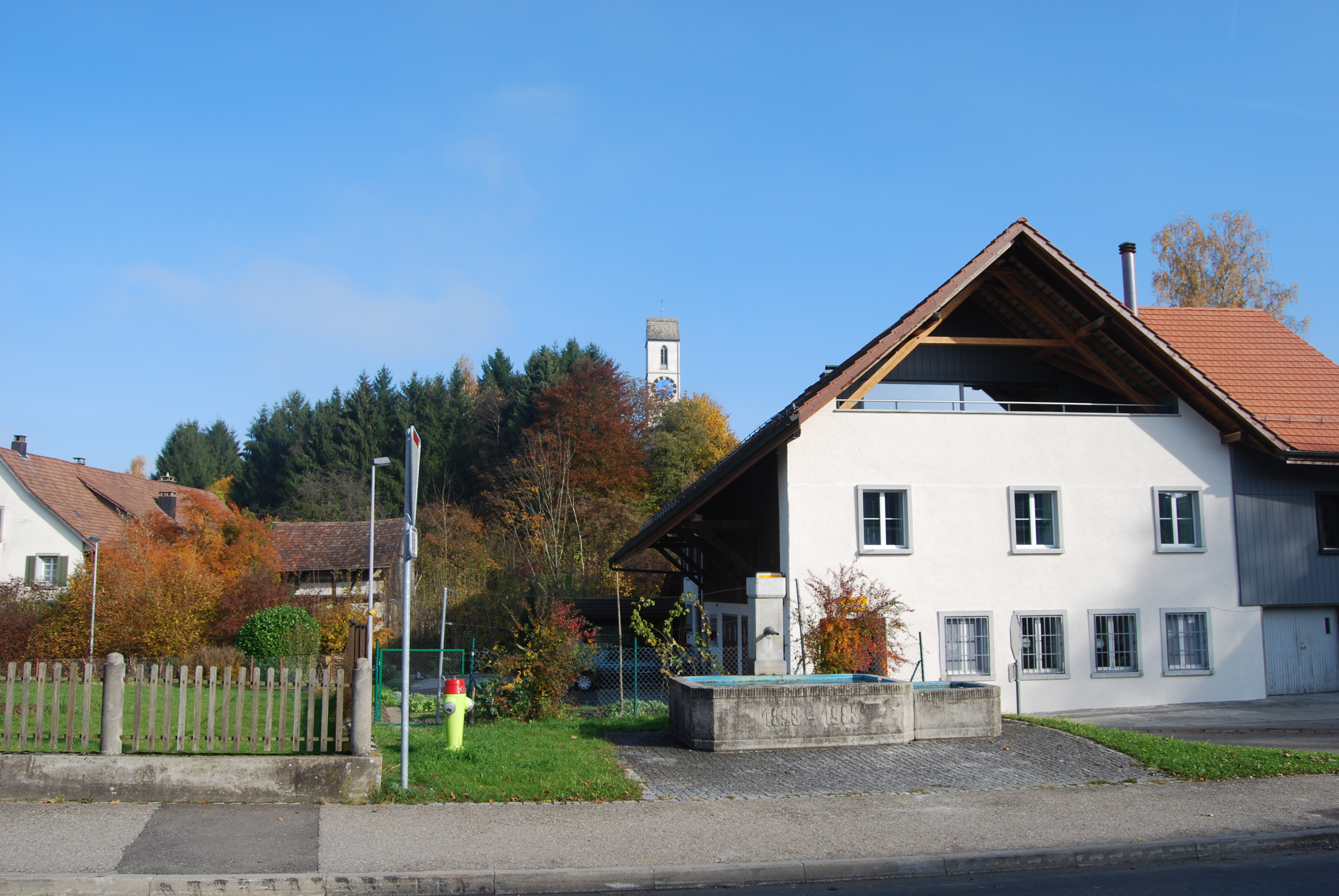
Blick auf die Kirche